# Spilogona sanctipauli
Spilogona sanctipauli este o specie de muște din genul Spilogona, familia Muscidae. A fost descrisă pentru prima dată de Malloch în anul 1921. Conform Catalogue of Life specia Spilogona sanctipauli nu are subspecii cunoscute.